# Ботропс мартинікський
Ботропс мартинікський (Bothrops lanceolatus) — отруйна змія з роду ботропс родини гадюкові.

## Опис
Загальна довжина досягає 2 м довжини. Голова невелика, витягнута з загостреним ростральним щитком. Тулуб стрункий, кремезний, дорівнює товщині чоловічої руки. Має гострі краї вуздечки, викладеними зверху 3 парами великих гладеньких щитків, 7 верхньогубими щитками, 29 рядками луски.
Забарвлення дуже різне навіть у дитинчат однієї кладки. Основний, більш-менш яскраво—жовтуватобурий колір переходить у бурий, сіро—бурий та чорний. Малюнок складається з чорної смуги, яка тягнеться від очей до потилиці, й 2 рядків неправильних, світліших, іноді тигрових поперечних плям уздовж спини. Чорна смуга іноді відсутня. У деяких особин боки забарвлені у червоний колір. Черево не має плям.

## Спосіб життя
Полюбляє ліси, плантації. Активна вночі. Значну частину проводить на деревах. Харчується птахами та гризунами.
Це яйцеживородна змія.
Отрута дуже небезпечна для життя людини, відомі багато випадків загибель від укусу цієї змії.

## Розповсюдження
Це ендемік острова Мартиніка.